# 케이틀린 브리스타우
케이틀린 브리스타우(Kaitlyn Bristowe, 1985년 6월 19일 ~ )는 캐나다의 댄스 강사, 방송인이다. 미국 ABC의 데이트 쇼 프로그램 "배철러"(The Bachelor) 시즌 19, "배철러레트"(The Bachelorette) 시즌 11 출연으로 유명해졌다.